# Árété
Árété (řecky Ἀρήτη, latinsky Arete) je v řecké mytologii dcerou Rhexénora a vnučkou jeho otce, prvního fajáckého krále Nausithoa.
První král Fajáků vyvedl svůj lid z Hypereie a založil jejich nový domov na ostrově Scheria, dnešním Korfu. Jsou nazýváni "blaženým národem".
Nausithoos byl synem vládce moří Poseidóna a jeho milenky Periboie. On sám měl dva syny: Rhexénora, který zemřel nebo byl zabit. Arété se provdala nejprve za Rhexénóra, po jeho smrti se stala manželkou jeho staršího bratra Alkinoa. Ten se stal nástupcem na královském trůnu. Zplodili spolu dceru jménem Nausikaá.
Královna Arété pomohla Iásonovi a Médei, když je na útěku z Kolchidy pronásledovalo vojsko Médeina otce, krále Aiéta. Král Alkinoos stanovil, že Médeia bude vydána svému otci v případě, že je ještě panna. Ukáže-li se však, že je již ženou Iásonovou, zůstane s ním. Arété vyslechla tuto podmínku, prozradila ji uprchlíkům a pomohla zorganizovat rychlý svatební obřad. Král Aiétés se musel vrátit s nepořízenou.
Když se později po mnoha strastech na moři zachránil u břehů ostrova Fajáků ithacký král Odysseus, který se vracel z trojské války, Nausikaá se ho obětavě ujala a Odysseus se díky králi Alkinoovi dostal i s mnoha dary na svou Ithaku. Nausikaá se později stala manželkou Odysseova syna Télemacha.